# Stebník
Stebník es un municipio del distrito de Bardejov en la región de Prešov, Eslovaquia, con una población estimada a final del año 2024 de 303 habitantes.
Se encuentra ubicado en el centro-norte de la región, cerca del río Topľa (cuenca hidrográfica del río Tisza) y de la frontera con Polonia.

## Demografía
| Año        | 1994 | 2004    | 2014     | 2024    |
| ---------- | ---- | ------- | -------- | ------- |
| Población  | 359  | 340     | 294      | 303     |
| Diferencia |      | −5,29 % | −13,52 % | +3,06 % |

| Año        | 2023 | 2024    |
| ---------- | ---- | ------- |
| Población  | 311  | 303     |
| Diferencia |      | −2,57 % |